# Arbore binar de căutare

Un arbore binar de căutare cu 9 noduri

În informatică un arbore binar de căutare este un arbore binar cu următoarele proprietăți:
- fiecare nod are o valoare asociată;
- o relație de ordine este definită pe aceste valori;
- pentru fiecare nod, subarborele stâng conține valori mai mici decât cea a nodului, iar cel drept conține valori mai mari decât cea a nodului.

Arborii binari de căutare sunt utili în special în contextul algoritmilor de sortare și de căutare, cum ar fi parcurgerea în ordine, care sunt foarte eficienți.